# Ben Hallock
Benjamin Thomas "Ben" Hallock, född 22 november 1997 i Santa Barbara i Kalifornien, är en amerikansk vattenpolospelare som spelar i USA:s herrlandslag i vattenpolo. Han deltog i olympiska sommarspelen 2016 där USA slutade på tionde plats och i olympiska sommarspelen 2020 där USA slutade på sjätte plats.
Hallock studerade vid Stanford University och vann NCAA-mästerskapet 2019 med vattenpololaget av Stanford Cardinal. Han har tagit guld vid panamerikanska spelen 2019 och 2023.